# All-Ireland Senior Hurling Championship 1897
L'All-Ireland Senior Football Championship 1897 fu l'edizione numero 11 del principale torneo di hurling irlandese. Limerick batté Kilkenny in finale, ottenendo il primo titolo della sua storia.

## Formato
Parteciparono 10 squadre, quattro per il Leinster e cinque per il Munster, più Galway, che fu ammesso di diritto alla semifinale All-Ireland, dove avrebbe sfidato i vincitori del Leinster. I vincitori del Munster erano ammessi di diritto alla finale.

## Torneo
Leinster Senior Hurling Championship
| Dublino Quarto di finale | Offaly | 2-3 – 1-4 | Laois | Jones's Road |

| Semifinale | Kilkenny | 2-6 – 2-6 | Dublin |  |

| Semifinale replay | Kilkenny | 6-13 – 1-4 | Dublin |  |

| Finale | Kilkenny | – | Wexford |  |

Munster Senior Hurling Championship
| Semifinale | Limerick | 2-5 – 2-3 | Clare | Limerick |

| Semifinale | Cork | 4-16 – 0-2 | Tipperary | Cork |

| Finale | Limerick | 4-9 – 1-6 | Cork | Tipperary |

All-Ireland Senior Hurling Championship
| Dublino 30 ottobre 1898 Semifinale | Kilkenny | 3-4 – 0-4 | Galway | Jones's Road |

| Dublino 20 novembre 1898 Finale | Limerick              | 3-4 – 2-4 | Kilkenny | Jones's Road (c.5,000 spett.)\| Arbitro: \| J. J. McCabe (Dublin) \| |
| Arbitro:                        | J. J. McCabe (Dublin) |           |          |                                                                      |

- Limerick vinse per la prima volta sia l'All-Ireland che il Munster championship.
- Per la prima volta dal 1887 all'All-Ireland fu disputata una semifinale, che fu anche il primo incontro ufficiale tra Kilkenny e Galway.
- Limerick divenne la quarta squadra a vincere un titolo All-Ireland sia nell'hurling che nel calcio gaelico.